# Hoàng Điệp (nhạc trưởng)
Nghệ sĩ ưu tú Hoàng Điệp là nữ Nhạc trưởng hiếm hoi của Việt Nam thành công trong lĩnh vực Biểu diễn và Đào tạo
- Hoàng Điệp là 1 trong số ít Chuyên gia người Việt được đào tạo bài bản để giảng dạy môn “Giáo dục Âm nhạc/ Music education”; “Cảm thụ âm nhạc/Music Appreciation” chuyên nghiệp & “Âm nhạc trị liệu/ Music Therapy” tại Việt Nam
- Bà nguyên là Giám đốc Trung tâm biểu diễn của Nhạc viện Thành phố Hồ Chí Minh, giảng viên Khoa Lý luận-Sáng tác-Chỉ huy và chuyên ngành Chỉ huy hợp xướng cùng các môn kiến thức âm nhạc của Khoa Lý luận- Sáng tác- Chỉ huy thuộc Nhạc Viện Thành phố Hồ Chí Minh. Là nữ Nhạc trưởng thế hệ thứ 3 của Việt Nam (sau Nhà giáo ưu tú - Nghệ sĩ ưu tú Bình Trang và Phó giáo sư-Nghệ sĩ ưu tú Minh Cầm)  thành danh trong nhiều lĩnh vực ở Việt Nam hiện nay.

## Sự nghiệp & Quá trình hoạt động Nghệ thuật
- Nghệ sĩ Hoàng Điệp tên đầy đủ là Huỳnh Thị Hoàng Điệp, sinh ngày 29 tháng 04 năm 1960 tại Hà Nội.
- Từ năm 1969 đến năm 1975, Huỳnh Thị Hoàng Điệp là học sinh của Nhạc viện Hà Nội chuyên ngành Violon.
- Từ năm 1975 đến năm 1980, Hoàng Điệp theo Gia đình vô Thành phố Hồ chí Minh và học tại Nhạc viện Thành phố Hồ chí Minh chuyên ngành Violon & Chỉ huy hợp xướng
- Năm 1980 bà là du học sinh chuyên ngành  Sư phạm âm nhạc & Chỉ huy hợp xướng tại Học  viện Gnessin; Sau đó Chỉ huy hợp xướng Nhạc Viện Tchaikovsky (Moscow) và tốt nghiệp năm 1990.
- Năm 1996, bà Hoàng Điệp nhận bằng Thạc sĩ nghệ thuật chuyên ngành Chỉ huy giao hưởng tại Nhạc Viện Thành phố Hồ Chí Minh.
- Từ năm 1990 đến năm 2015, bà làm việc tại Nhạc Viện TP.HCM với các chức danh:
+ Trưởng Bộ môn Chỉ huy & Giảng viên môn Chỉ huy (Khoa Lý luận – Sáng tác – Chỉ huy Nhạc Viện TP.HCM)
+ Giám đốc Trung tâm biểu diễn & Đối ngoại Nhạc Viện TP.HCM; Giảng viên môn Chỉ huy & các môn Kiến thức âm nhạc.
+ Quyền Trưởng khoa Nhạc nhẹ & Âm nhạc công nghệ Nhạc Viện TP.HCM;
+ Song song với công tác Quản lý là Giảng viên môn Chỉ huy & Các môn Kiến thức Â.N tại Nhạc Viện TP.HCM & Các đơn vị đào tạo Nghệ thuật chuyên nghiệp của VN.
- Từ 2015 đến nay bà là:
+ Là Trưởng Khoa kiến thức âm nhạc tổng hợp Trường Nhạc nhẹ MPU(TP.HCM)
+ Là GV thỉnh giảng của Nhạc Viện TP.HCM; Đại học VHNT Quân Đội – Cơ sở 2 TP.HCM; Đại học Hoa Sen/ HSU TP.HCM & Các Khóa huấn luyện cho Giáo viên Mầm non – Tiểu học của “Nguyễn Hoàng Group” tại Đại học Hồng Bàng/ HIU TP.HCM.
+ Hội viên Hội nhạc sĩ VN & Hội âm nhạc TP.HCM
+ Ủy viên BCH Hội âm nhạc TP.HCM 3 nhiệm kỳ (2010-2025)
+ Ủy viên BCH Hiệp hội Giáo dục Âm nhạc VN (2019-2025)
+ Là Chuyên gia dạy về Kỹ năng mềm tại các trường ĐH công lập & Ngoài công lập.
+ Là CTV chuyên mục “Văn hóa nghệ thuật” & “Giáo dục Âm nhạc” của các báo viết từ 1993 tới nay.
+ Là Chuyên gia khách mời nhiều chương trình của VTV và HTV...
+ Là Giám đốc & Điều phối viên của nhiều Dự án Giáo dục quốc tế tại VN
+ Là Trưởng điều phối Ban giám khảo & Là thành viên Ban giám khảo “Chicago International Competiton 2019” tại VN & “Asia Pacific Arts Festival/2019” tại Singapore.

## Gia đình
Nghệ sĩ Hoàng Điệp có cha là Giáo sư tiến sĩ - Nghệ sĩ nhân dân Quang Hải nguyên là Giám đốc Nhà hát Giao hưởng hợp xướng nhạc vũ kịch Việt Nam, nguyên giám đốc đầu tiên của Nhạc viện Thành phố Hồ Chí Minh .

## Các chương trình
Tháng 10 năm 2006, nhạc trưởng Hoàng Điệp chịu trách nhiệm chính của đoàn nghệ sĩ Nhạc viện Thành phố Hồ Chí Minh tham gia Festival dàn nhạc giao hưởng Đông Nam Á và dàn nhạc kèn Đông Nam Á tổ chức tại Thái Lan.
Ngày 31 tháng 03 năm 2007, Bà đã thực hiện dàn dựng và chỉ huy chương trình "Âm nhạc và thế giới văn hóa" đầu tiên ở Việt Nam khi quy tụ được hơn 100 nữ nghệ sĩ dòng nhạc thính phòng cùng biểu diễn.
Nhạc trưởng Hoàng Điệp đã thành công khi cùng êkíp tham gia dàn dựng những chương trình xã hội hóa gây tiếng vang: hai liveshow của ca sĩ Tuấn Ngọc và Lệ Thu. Ba chương trình "Duyên dáng Việt Nam" 14,15, 21, chương trình "Hội ngộ Âm nhạc," Liên hoan kèn Thành phố Hồ Chí Minh, "Rock-Symphony" và "Bước nhảy hoàn vũ".
Ngày 24 tháng 04 năm 2010 chương trình "Dấu ấn một chặng đường" tại khán phòng Nhạc viện Thành phố Hồ Chí Minh.

## Đánh giá
- "Nhạc trưởng là một nghề chông gai với quy luật đào thải khắc nghiệt, nhất là đối với phụ nữ. Vượt lên tất cả Hoàng Điệp đã chứng tỏ được mình với những chương trình hòa nhạc thính phòng tại Nhạc viện và tham gia dàn dựng và chỉ huy một số vở diễn của Nhà hát giao hưởng-nhạc vũ kịch Thành phố Hồ Chí Minh, được giới chuyên môn đánh giá cao"_Thông Tấn Xã Việt Nam.
- "... Trình độ chuyên môn của nhà chỉ huy sẽ đảm bảo cho chất lượng công việc. Bản lĩnh và phong cách ứng xử đối với các thành viên trong dàn hợp xướng và dàn nhạc sẽ quy tụ được mọi người và sự đồng thuận trong công việc. Ngoài ra, nếu không có cá tính mạnh, uy tín lớn thì sẽ rất khó khăn cho nhà chỉ huy. Chị Điệp đã hội đủ những điều kiện đó, nên khi làm việc với nữ nhạc trưởng Hoàng Điệp, mọi người rất yên tâm."_Nghệ sĩ ưu tú Tạ Minh Tâm - trưởng khoa Thanh nhạc Nhạc viện Thành phố Hồ Chí Minh.

## Câu nói
- "Thật xấu hổ là một thành phố trẻ, số dân đông vào loại nhất nhì cả nước như TP HCM lại không có một nhà hát opera hoặc một dàn nhạc giao hưởng hoạt động thường xuyên. Chúng ta cần hiểu rằng cái quan trọng của loại hình âm nhạc cao cấp này là yếu tố thể hiện. Nó khẳng định trình độ văn hoá, bộ mặt âm nhạc của một thành phố, một quốc gia".

## Vinh danh
- 03 Huy chương Vàng tại "Hội diễn các Trường nghệ thuật chuyên nghiệp toàn quốc" tại Hà Nội, năm 1993
- Giải đặc biệt về dàn dựng chương trình "Hương sắc phương Nam" của Nhà hát Ca Múa - Nhạc dân tộc Bông Sen TP.HCM tại "Hội diễn Ca-Múa-Nhạc chuyên nghiệp toàn quốc", năm 1999.
- Bằng Diplom tại "Festival Hợp xướng thiếu nhi quốc tế" tổ chức thành phố Vladivostok (Nga) năm 2002
- Được phong tặng danh hiệu Nghệ sĩ ưu tú, năm 2007[2].
- Giải thưởng âm nhạc của Hội Nhạc sĩ Việt Nam về Biên tập & Dàn dựng chương trình "Dấu ấn một chặng đường", năm 2011
- Giải thưởng âm nhạc của Hội Nhạc sĩ Việt Nam cho Nhóm tác giả biên soạn “Giáo trình âm nhạc phương Đông”(2016)